# Paranthura punctata
Paranthura punctata är en kräftdjursart som först beskrevs av William Stimpson 1855.  Paranthura punctata ingår i släktet Paranthura och familjen Paranthuridae. Inga underarter finns listade i Catalogue of Life.